# Austin Lounge Lizards
The Austin Lounge Lizards son un grupo estadounidense de bluegrass formado en Austin (Texas) en 1980. La banda incluye a los miembros fundadores Hank Card y Conrad Deisler, junto con Tim Wilson y Kirk Williams. El tercer miembro fundador, Tom Pittman, se retiró de la banda en la primavera de 2011.

## Historia
La banda comenzó experimentando con el folk y la música country, combinando el bluegrass de Pittman con el folk rock de temática progresiva al que Card y Deisler estaban acostumbrados. Entre los integrantes se han tocado una gran cantidad de instrumentos diferentes, incluida una rica variedad de instrumentos de cuerda como el banjo, la mandolina y el violín.
El origen del nombre de la banda, se debe, según explicó Deisler, "a que creo que era un término de jerga que había oído usar a mi abuela para describir a los caballeros de fácil virtud que andaban por los bares. Cuando empezamos, eso era precisamente lo que hacíamos: salir salir y jugar por cerveza y propinas y cosas así".  Los Austin Lounge Lizards comenzaron tocando versiones, pero en algún momento quisieron avanzar e intentar escribir sus propias canciones.
Todos los miembros del grupo contribuyeron a la composición de las canciones, pero los dos compositores principales fueron Card y Deisler. Las letras de Card a menudo se basan en juegos de palabras inteligentes, dobles sentidos y narrativas poco convencionales pero a veces conmovedoras sobre la vida cotidiana. Su tema más frecuente es el amor, especialmente el anhelo cómicamente desesperado. Las letras de Deisler, por el contrario, se centran en lo existencialmente absurdo, a menudo combinando parejas absurdamente inesperadas (como hacer de Richard Petty el tema de una película surrealista de Luis Buñuel), así como personajes lamentables, desconcertantemente inconscientes de su propio absurdo y rareza. Las letras de Deisler también combinan la comedia con una visión notablemente oscura de la humanidad y su futuro.
A medida que fue avanzando su carrera, el sonido de la banda se volvió menos country y progresó más hacia canciones con conciencia política. Las canciones que escribieron tendían a ser humorísticas de una manera extremadamente poco convencional, además de su naturaleza política, de una manera que recuerda a "Fixing to Die Rag" de Country Joe McDonald . Estas canciones tienden a tener mensajes principalmente liberales: "La balada de Ronald Reagan ", critica al presidente republicano estadounidense, mientras que "Gingrich the Newt" critica al entonces presidente de la Cámara de Representantes de Estados Unidos, Newt Gingrich . Su canción, "Saguaro", coescrita por Ann Clardy y Michael Stevens (ex bajista), está basada en la historia de David Grundman, quien murió al dispararle a un cactus.

## Discografía
- Creatures From the Black Saloon (1984)
- The Highway Cafe of the Damned (1988)
- Lizard Vision (1991)
- Paint Me on Velvet (1993)
- Small Minds (1995)
- Employee of the Month (1998)
- Live Bait (1999)
- Never an Adult Moment (2000)
- Strange Noises in the Dark (2003)
- The Drugs I Need (2006)
- Home and Deranged (2013)